# Nicobarenshikra
De nicobarenshikra (Tachyspiza butleri) is een roofvogel uit de familie van de havikachtigen (Accipitridae). De vogel werd in 1898 geldig beschreven als Astur butleri en is genoemd naar zijn ontdekker, de Britse natuuronderzoeker Arthur Lennox Butler. Het is een typische eilandendeem. 

## Kenmerken
De vogel is 28 tot 34 cm lang, dat wil zeggen iets groter dan de gewone sperwer en veel kleiner dan de havik. De vogel lijkt op de (gewone) shikra, maar die is groter en donkerder. Kenmerkend is een donkere eindband op de staart.

## Verspreiding en leefgebied
Het is een endemische soort uit de Nicobaren, een groep eilanden in de Golf van Bengalen in het oosten van de Indische Oceaan en telt twee ondersoorten:
- T. b. butleri: Car Nicobar (de noordelijke Nicobaren).
- T. b. obsoletus: Katchall en Camorta (de centrale Nicobaren).

Er is weinig bekend over de ecologie van deze roofvogel. De leefgebieden liggen in de beboste delen van de eilanden.

## Status
De nicobarenshikra heeft een beperkt verspreidingsgebied en daardoor is de kans op uitsterven aanwezig. De grootte van de populatie werd in 2016 door BirdLife International geschat op 2500 tot 5000 volwassen individuen. De populatie-aantallen nemen af door habitatverlies. Het leefgebied wordt aangetast door ontbossing waarbij natuurlijk bos wordt omgezet in gebied voor agrarisch gebruik. Om deze redenen staat deze soort als kwetsbaar op de Rode Lijst van de IUCN.